# Herb Tonga

Herb Tonga

Herb Tonga nadano Tondze w 1875 roku na mocy konstytucji. Jest to nieregularna tarcza podzielona na 5 części.
W środkowej części tarczy widnieje biała sześcioramienna gwiazda z czerwonym krzyżem greckim, który znajduje się na fladze Tonga. Trzy gwiazdy na żółtym tle to symbole 3 głównych wysp kraju - Tongatapu, Vavaʻu i Haʻapai. Korona na czerwonym tle jest znakiem władzy króla. Następnie, na niebieskim tle leci biały gołąb z gałązką oliwną jako symbol pokoju. Trzy białe miecze na żółtym tle to symbole trzech dynastii władców na Tonga - Tuʻi Tonga, Tuʻi Haʻatakalaua i obecnie rządząca Tuʻi Kanokupolu. Ponad tarczą herbową znajduje się następna korona o identycznej symbolice, a obok niej powiewają dwie flagi Tonga. Na dole jest napis z motto Tonga w języku tongijskim: Ko e ʻOtua mo Tonga ko hoku Tofiʻa (Bóg i Tonga są moim dziedzictwem).